# U-20-Fußball-Südamerikameisterschaft 1997
Die XVIII.U-20-Fußball-Südamerikameisterschaft 1997 fand vom 16. Januar 1997 bis zum 7. Februar 1997 in Chile statt.
Ausgetragen wurden die Begegnungen zur Ermittlung des Turniersiegers in den Städten Iquique, La Serena und Coquimbo. Gespielt wurde in zwei Gruppen und einer anschließend ebenfalls im Gruppenmodus ausgetragenen Finalphase. Es nahmen am Turnier die Nationalmannschaften Argentiniens, Boliviens, Brasiliens, Chiles, Kolumbiens, Ecuadors, Paraguays, Perus, Uruguays und Venezuelas teil. Aus der Veranstaltung ging Argentinien als Sieger hervor. Die Plätze zwei bis vier belegten die Nationalteams aus Brasilien, Paraguay und Uruguay. Torschützenkönig des Turniers war mit acht erzielten Treffern der Brasilianer Adaílton Martins Bolzan.
Der Kader der von José Pékerman trainierten Siegermannschaft bestand aus folgenden Spielern:
Leo Franco (Independiente), Cristian Muñoz (Sarmiento de Junín), Martín Román (Colón de Santa Fe), Walter Samuel (Newell’s Old Boys), Leandro Cufré (GImnasia y Esgrima La Plata), Diego Placente (Argentinos Juniors), Diego Markic (Argentinos Juniors), Aldo Duscher (Newell’s Old Boys), Esteban Cambiasso (Real Madrid, España), Juan Román Riquelme (Boca Juniors), Martín Perezlindo (Unión de Santa Fe), Luis Calvo (Boca Juniors), Mauro Gerk (Newell’s Old Boys), Sixto Peralta (Huracán), Bernardo Romeo (Estudiantes La Plata), Pablo Rodríguez (Argentinos Juniors), Diego Quintana (Newell’s Old Boys), Pablo Aimar (River Plate), Gabriel Loeschbor (Rosario Central) und Juan Serrizuela (Lanús)